# Judith Cladel
Judith-Jeanne Cladel, née à Paris 9e le 25 mars 1873 et morte à Paris 14e le 29 janvier 1958, est une femme de lettres, romancière, biographe, critique et dramaturge française.
Elle est la fille de l'écrivain Léon Cladel (1835-1892).

## Biographie

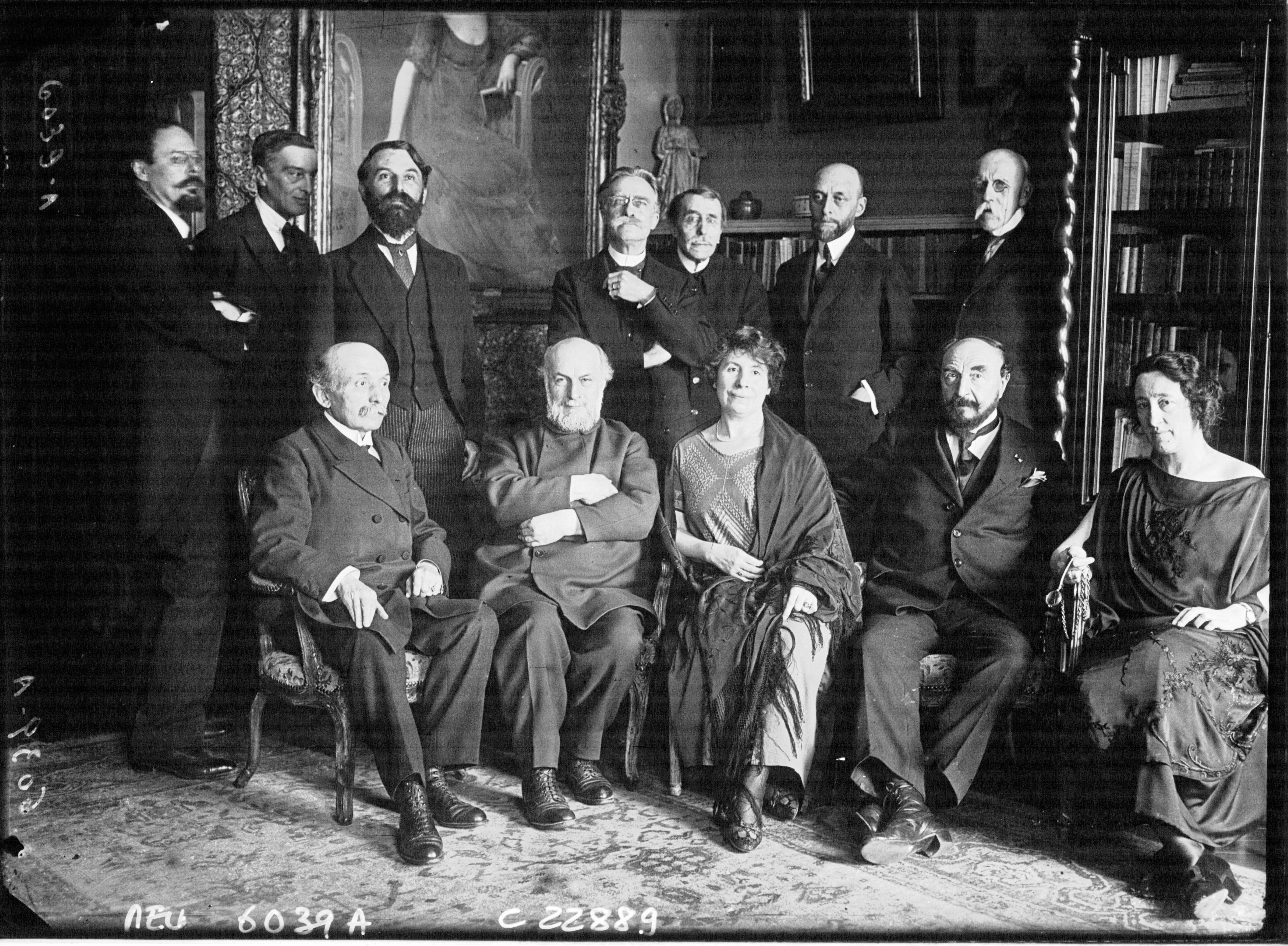
Judith Cladel (au premier rang, à droite), membre du jury du grand prix Flaubert de littérature en 1923 chez Marcelle Tinayre (au centre).

Née à Paris, Judith Cladel fut membre du jury du prix Femina de 1916 à 1958.
Elle entre en littérature très jeune, poussée par son père, le romancier Léon Cladel et par sa mère, la musicienne Julia Mullem, sœur du journaliste Louis Mullem. Sa sœur Esther Cladel, épouse de Jean Rolin, directeur de la bibliothèque du ministère de la Justice, est la mère de la romancière Dominique Rolin. Son premier écrit notable est la pièce Le Volant montée au théâtre de l'Œuvre en 1895. Elle tient la chronique théâtrale pour L'Humanité nouvelle de 1898-1899 et pour La Fronde (journal) de 1897-1898.
Un temps, elle se met en couple avec le militant socialiste belge Edmond Picard, un ami proche de son père, et de quarante ans son aîné,. Judith Cladel veille tout au long de sa vie à entretenir la mémoire de son père : elle est l'auteur de deux ouvrages biographiques sur Léon Cladel.
Elle est aussi la biographe d'Auguste Rodin : Rodin, sa vie glorieuse, sa vie inconnue (1936) fit autorité pendant un demi-siècle. En 1916, elle joue un rôle clé dans la fondation du musée Rodin.
Antoine Bourdelle a fait son portrait en 1898 : Jeunesse (Masque), Musée Ingres-Bourdelle Montauban. De 1929 à sa mort elle est membre du Club des Belles Perdrix, association de femmes de lettre gastronomes.

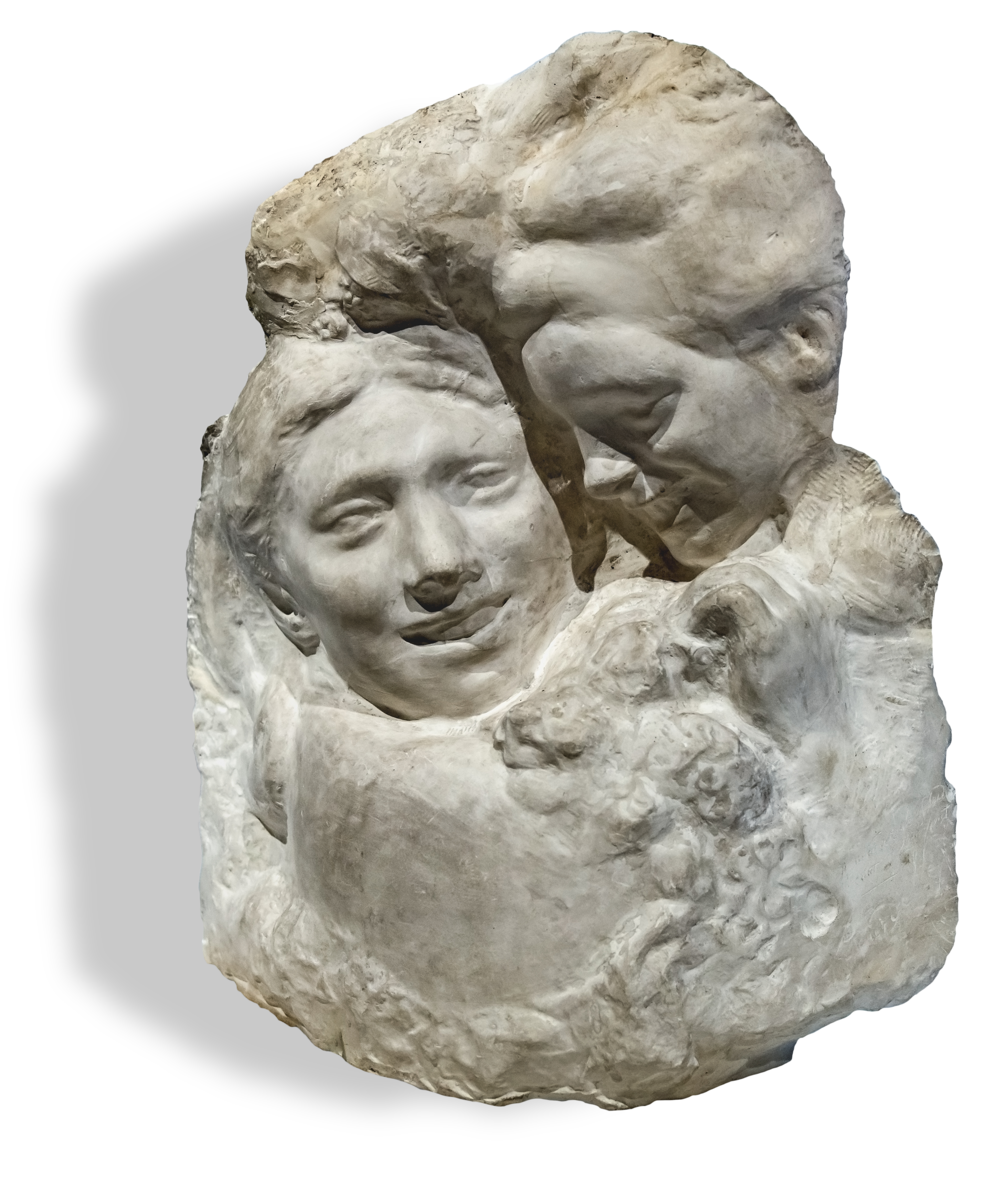
Jeunesse (Masque), Musée Ingres-Bourdelle Montauban.

L’Académie française lui décerne le prix Charles Blanc en 1937, le prix Georges Dupau en 1943 et le prix Alice-Louis-Barthou en 1951 pour l'ensemble de son oeuvre.

## Publications
- Le Volant : pièce en trois actes, Paris, Alphonse Lemerre, 1895.
- Les Confessions d’une amante, Paris, Mercure de France, 1905.
- La Vie de Léon Cladel, Paris, Alphonse Lemerre, 1905.
- Auguste Rodin : l'œuvre et l'homme, Bruxelles, Librairie nationale d'art et d'histoire, 1908.
- Mademoiselle de La Vallière, Editions d'art et de littérature, 1912.
- Le Général Gallieni, Pref. de Gabriel Hanotaux, Paris, Librairie Militaire Berger-Levrault, 1916.
- Rodin, sa vie glorieuse, sa vie inconnue, Paris, Éditions Bernard Grasset, 1936, Prix Charles Blanc de l’Académie française en 1937.
- Aristide Maillol : sa vie, son œuvre, ses idées, Paris, Grasset, 1937.
- Maître et discipline : Charles Baudelaire et Léon Cladel, Paris, Corrêa, 1951.